# Kenshirō Tanioku
Kenshirō Tanioku (谷奥 健四郎 Tanioku Kenshirō?, Shima, Mie, 28 de mayo de 1992) es un futbolista japonés que juega como defensa en el Veertien Mie.

## Trayectoria

### Clubes
| Club                       | País  | Año       |
| -------------------------- | ----- | --------- |
| Matsumoto Yamaga F. C.     | Japón | 2015-2017 |
| Azul Claro Numazu (cedido) | Japón | 2016      |
| Kataller Toyama            | Japón | 2018-2019 |
| Blaublitz Akita            | Japón | 2020-2021 |
| Veertien Mie               | Japón | 2022-     |